# Szent József és Szent Rajmund-kórház
A Szent József és Szent Rajmund-kórház vagy a linaresi őrgrófok kórháza (spanyolul: Hospital de San José y San Raimundo illetve Hospital de los Marqueses de Linares) a dél-spanyolországi Linares egyik neogótikus műemléke.

## Története
Az épület története azzal kezdődött, hogy egy gazdag baszk polgári család egyik tagja, José de Murga y Reolid, valamint felesége, Raimunda Ortega y Osorio a 19. század második felében Linaresbe érkezett, hogy a gyümölcsözőnek ígérkező helyi bányászatba fektessen be. Bár a család hivatalos rezidenciája Madridban volt, gyakran ellátogattak Linaresbe, ahol sokat jótékonykodtak és számos adományt juttattak el a város számára is. Mindezért nemcsak a szegényebb emberek megbecsülését érdemelték ki, hanem a nagyobb hatalmasságokét is, így végül I. Amadé spanyol királytól megkapták a Linaes őrgrófja nemesi címet is.
Az őrgróf más tisztségek mellett a királyság szenátora is volt: ezt pedig ki tudta használni ahhoz, hogy megvalósítsa nagyszabású tervét, a kórház felépítését. Az épület terveit Francisco de Paula Casado y Gómez készítette 1904-ben, a megvalósítást Arturo de Navascués végezte. A munkálatok végül 1917-re lettek kész. Nem csak egy egyszerű kórház épült, hanem egy (ma is működő) idősotthon és a főépület mögött egy elkülönített rész is, ahol a fertőző betegeket helyezték el. Az épület elkészültét az alapítók azonban már nem érték meg.
2011-ben Linares önkormányzata felújíttatta az épületegyüttest, amelyet ekkor már nem használtak kórházként. Benne történelmi (különösen kórháztörténeti) témákkal foglalkozó múzeumot rendeztek be, a kápolnát pedig konferenciák, koncertek és egyéb rendezvények számára nyitották meg.
A kórház arról is híres, hogy 1947-ben, miután egy bikaviadalon megsebesült, itt hunyt el Spanyolország legismertebb, legendás hírű bikaviadora, Manolete.

## Leírás
Az épületegyüttes az andalúziai Linares városának déli szélén található, az egykori Murga, ma Őrgrófok nevű sétány délnyugati oldalán. Elsősorban neogótikus stílusú, de külsején és a kápolnájában megjelennek klasszicista elemek is, a kápolna alatti kriptában (ahol az őrgrófok nyugszanak) pedig neobizánciak is. Az egyemeletes létesítmény több, egymásra merőleges szárnyból áll. Homlokzatát nagyrészt vörös színű téglaburkolat fedi.
A kripta kivételével az épület többi szobrászati munkájának elsöprő többségét Lorenzo Coullaut Valera készítette. A kriptában figyelemre méltó alkotás Fiterói Szent Rajmund színezett fából készült szobra.

## Képek

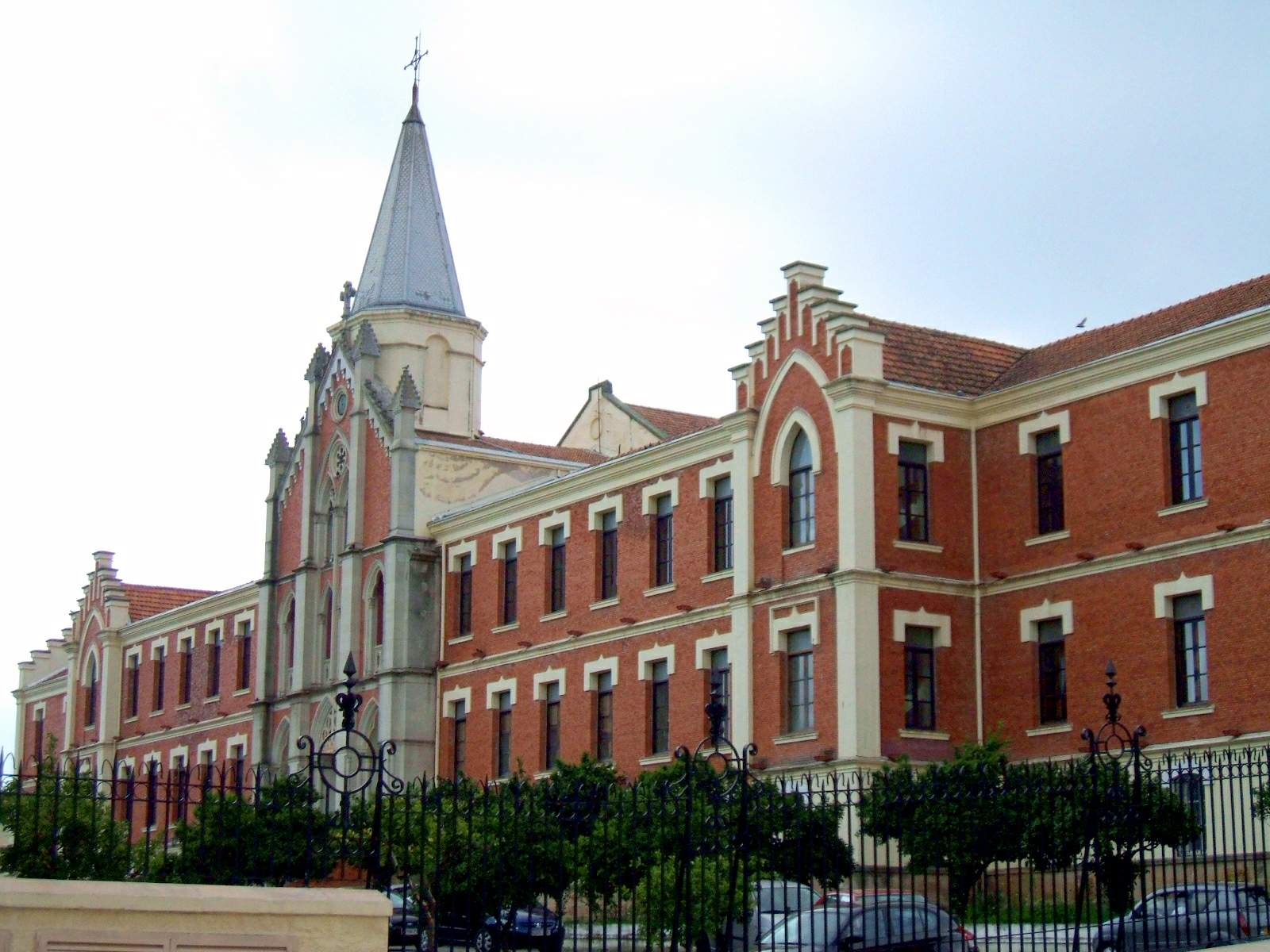
Az épület
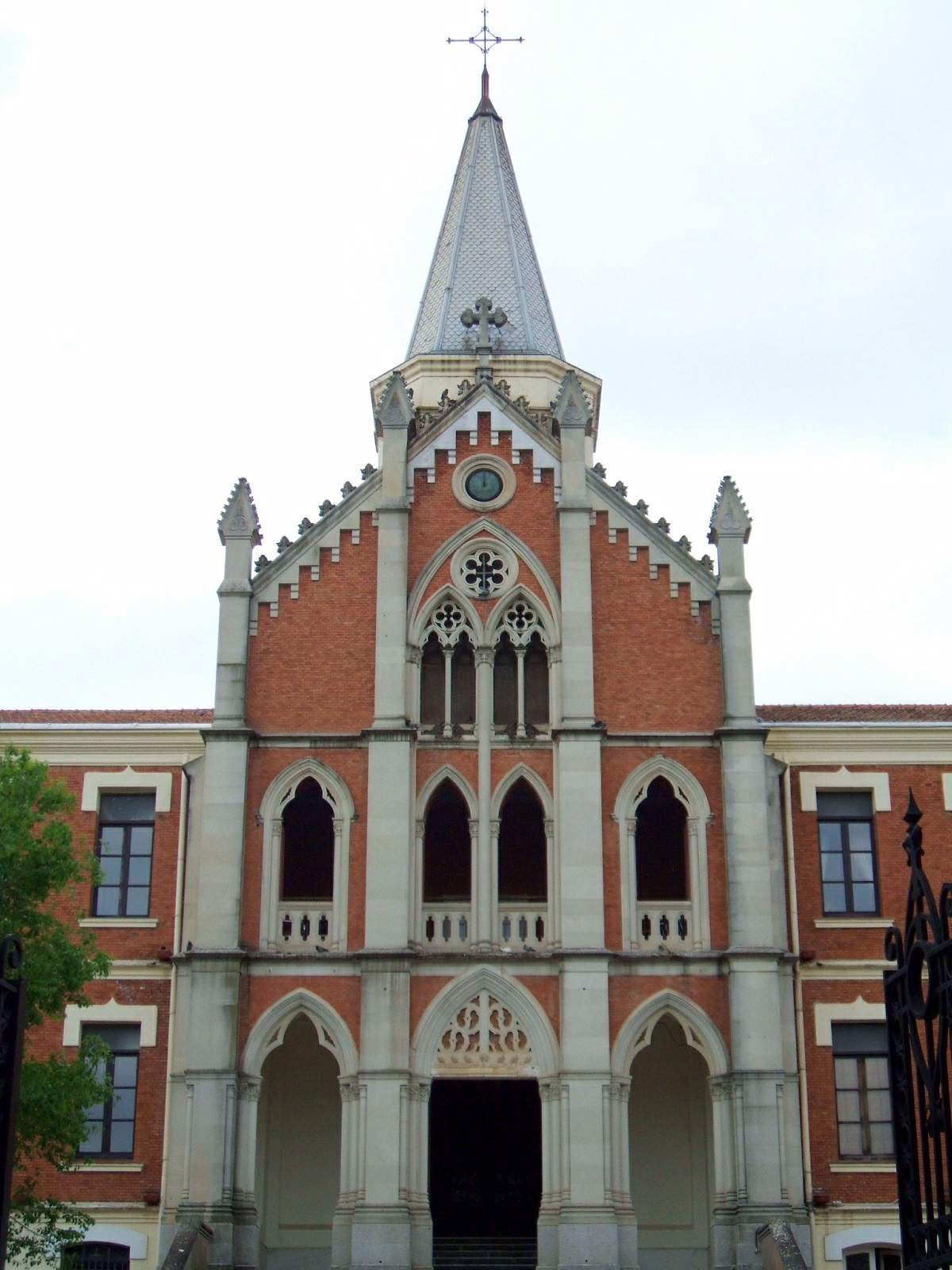
A főhomlokzat középső része
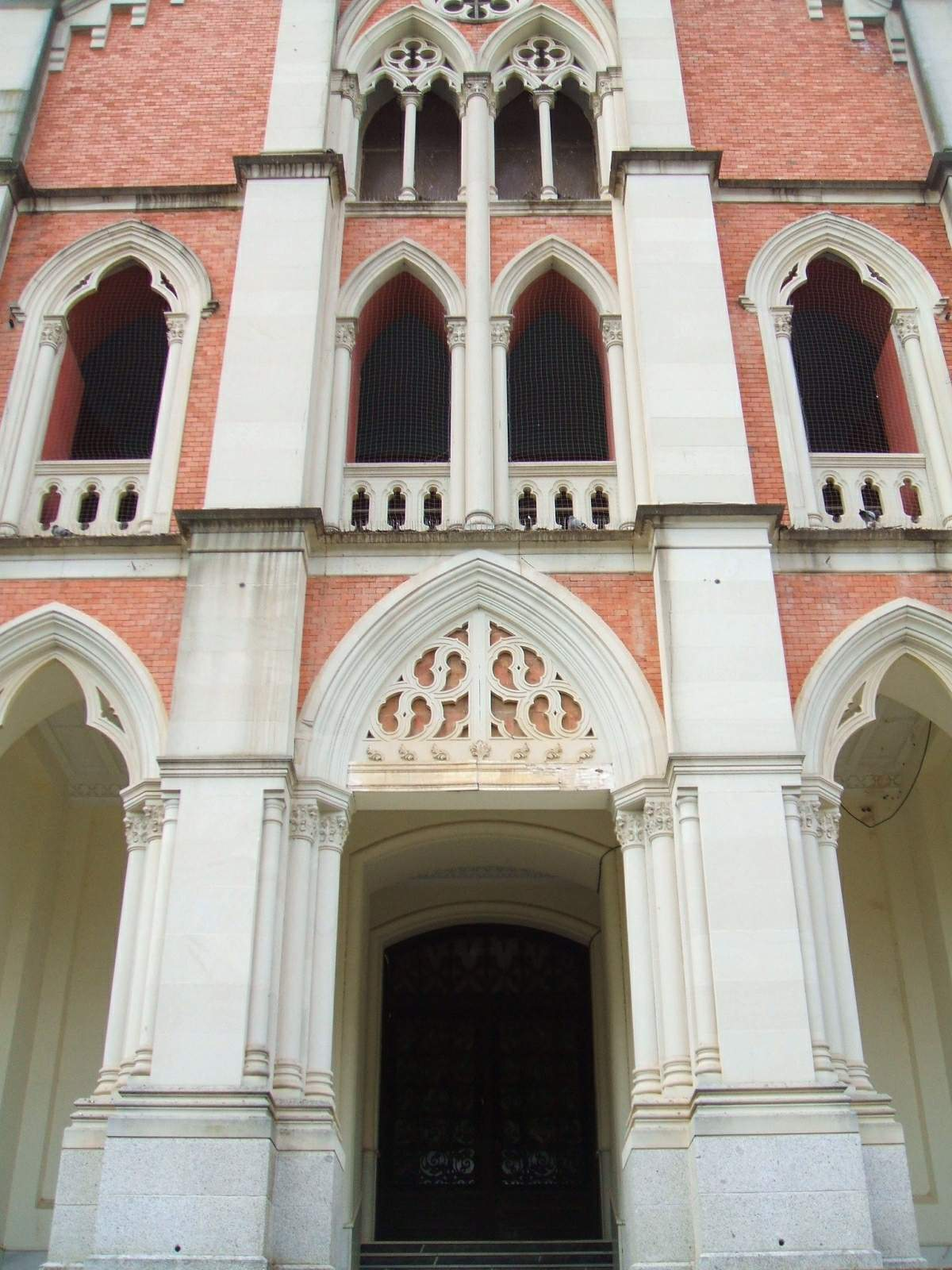
Részlet
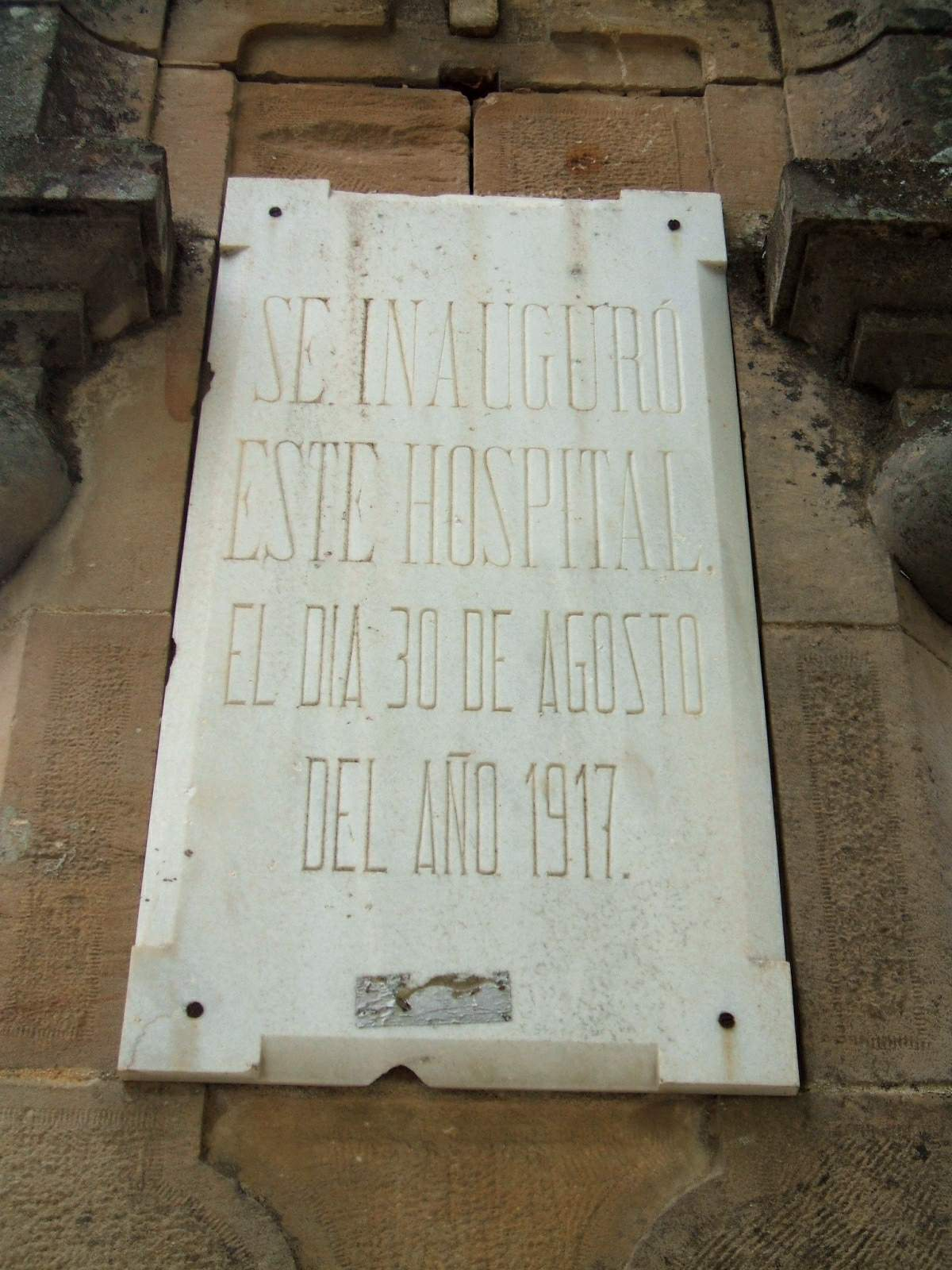
Az 1917-es megnyitás emléktáblája